# Ginar
Ginar filho de Sasano (em persa médio: Winnār ī Sāsāngān; em parta: Winnār Sāsāngān; em grego clássico: Γυινναρ Σασανγαν; romaniz.: Guinnar Sasangan) foi um dignitário sassânida do século III, ativo durante o reinado do xá Sapor I (r. 240–270). É conhecido apenas a partir da inscrição Feitos do Divino Sapor segundo a qual era filho de Sasano. Aparece numa lista de dignitários da corte e está classificado na sexagésima terceira posição dentre os 67 dignitários. Embora só descrito pelo seu patronímico, certamente foi relevante já que consta nessa lista. Pensa-se que o escriba, ao fazer essa escolha, julgava que já seria possível identificá-lo com seu patronímico.